# Біле озеро (Любешівський район)
Озеро Біле — озеро льодовикового походження. Наполовину належить Україні та Білорусі. Знаходиться у Любешівському районі Волинської області.
Знаходиться на відстані 2 км від села Невір. Вода і пісок на березі справді білого кольору. Місця як з українського, так і з білоруського боку глухі та не освоєні, але є поодинокі хатинки для відпочинку. Для туристів з української сторони є можливість зупинитися в мальовничому березовому гаю, на березі озера.
Живиться атмосферними опадами, підземними водами, а також водами р. Прип'яті, з якою з'єднане через озеро Волянське каналом. Озеро Біле належить до групи озер (крім нього, ще Волянське і Святе), які є регулятором Дніпро-Бузького каналу. Тут акумулюється вода. При потребі шлюз відкривають, і через Вижівський водозабір вода йде у Дніпро-Бузький канал. У маловодні періоди року надмірне використання запасів води з річки Прип'ять і згаданих озер призводить до їх деградації.
Ширина озера 2,12 км, довжина 3,3 км, площа 7 км². Пересічна глибина 4,3 м, максимальна — 13 м. Береги вкриті мішаним лісом та чагарниками, окремі ділянки поросли очеретом.
Риба характерна для озер півночі Волинської області: найрозповсюдженіші види — плітка, окунь, щука, лящ, карась, короп.
Дно вкрите шаром сапропелю (запаси становлять 5 690 тис. м³).